# Eliza Ann Grier
Eliza Ann Grier ou Eliza Anna Grier (Condado de Mecklenburg, 1864 – Charlotte, 1902) foi uma médica norte-americana. 
Foi a primeira mulher negra do estado da Georgia licenciada para a prática da medicina.

## Biografia
Eliza nasceu no Condado de Mecklenburg, em 1864, filha de Emily e George Washington Grier. Ainda que tenha nascido sob a Proclamação de Emancipação, Eliza era considerada uma pessoa escravizada naquela região da Carolina do Norte, que não era ocupada pelos Exércitos da União. Na prática, ela só foi emancipada com o fim da guerra, ainda criança e depois se mudou para Nashville, Tennessee, onde ingressou anos mais tarde na Fisk University. Para conseguir pagar por seu curso, ela alternava os anos, trabalhando em um e estudando em outro, podendo se formar apenas em 1891, sendo que ela se matriculou no curso em 1884.
Em 1890, ela escreveu uma carta para a Woman's Medical College of Pennsylvania, explicando que tinha pouco dinheiro para estudar e pedia auxílio para poder continuar seus estudos. Ela foi aceita na instituição em 1893 e novamente começou a trabalhar e estudar em anos alternados, enquanto juntava dinheiro para pagar seu curso e se sustentar. Eliza trabalhou por anos em colheitas de algodão para poder pagar pelo ano seguinte, levando desta forma sete anos para se formar.
Depois de se formar em 1897, ela se mudou para Atlanta, Georgia, onde se inscreveu para obter a licença de prática da medicina no condado de Fulton, onde se tornou a primeira mulher negra a receber licença de exercício da medicina no estado. Eliza abriu seu próprio consultório na cidade, especializado em ginecologia e obstetrícia. Para reforçar o orçamento familiar, Eliza também começou a dar aulas particulares.
Eliza ficou doente apenas três anos depois de ter aberto seu consultório, em 1901 e ficou incapacitada de trabalhar. Ela então pediu ajuda à sufragista Susan B. Anthony, pedindo ajuda financeira. Susan não pôde ou não quis ajudar Eliza, mas escreveu uma carta para o Women’s Medical College, na Filadélfia, em seu nome, em busca de algum auxílio da instituição onde ela se formara.

## Morte
Eliza se mudou então para Albany, na Georgia, onde seu irmão, o também médico Richard Edgar Grier, trabalhava. Ela morreu em 1902, apenas cinco anos depois de começar a exercer a medicina, aos 38 anos e foi enterrada no Cemitério Center Grove AME Zion, em Charlotte.